# Kuhmalahti
Kuhmalahti là một đô thị của Phần Lan.
Đô thị này tọa lạc tại tỉnh Tây Phần Lan trong vùng Pirkanmaa. Đô thị này có dân số 1.120 người (thời điểm năm 2005) với diện tích là 220.64 km² trong đó có 51,85 km² là diện tích mặt nước. Mật độ dân số là 5,5 người trên mỗi km².
Đô thị này chỉ sử dụng tiếng Phần Lan.